# 鱼湖国家森林
鱼湖国家森林（英語：Fishlake National Forest）是一座美国国家森林，位于犹他州中南部，得名于州内最大的山区淡水湖——鱼湖。

## 图库

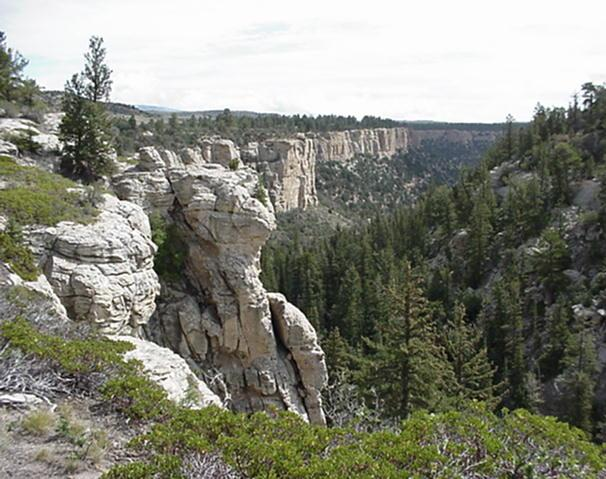
Quitchupah山谷
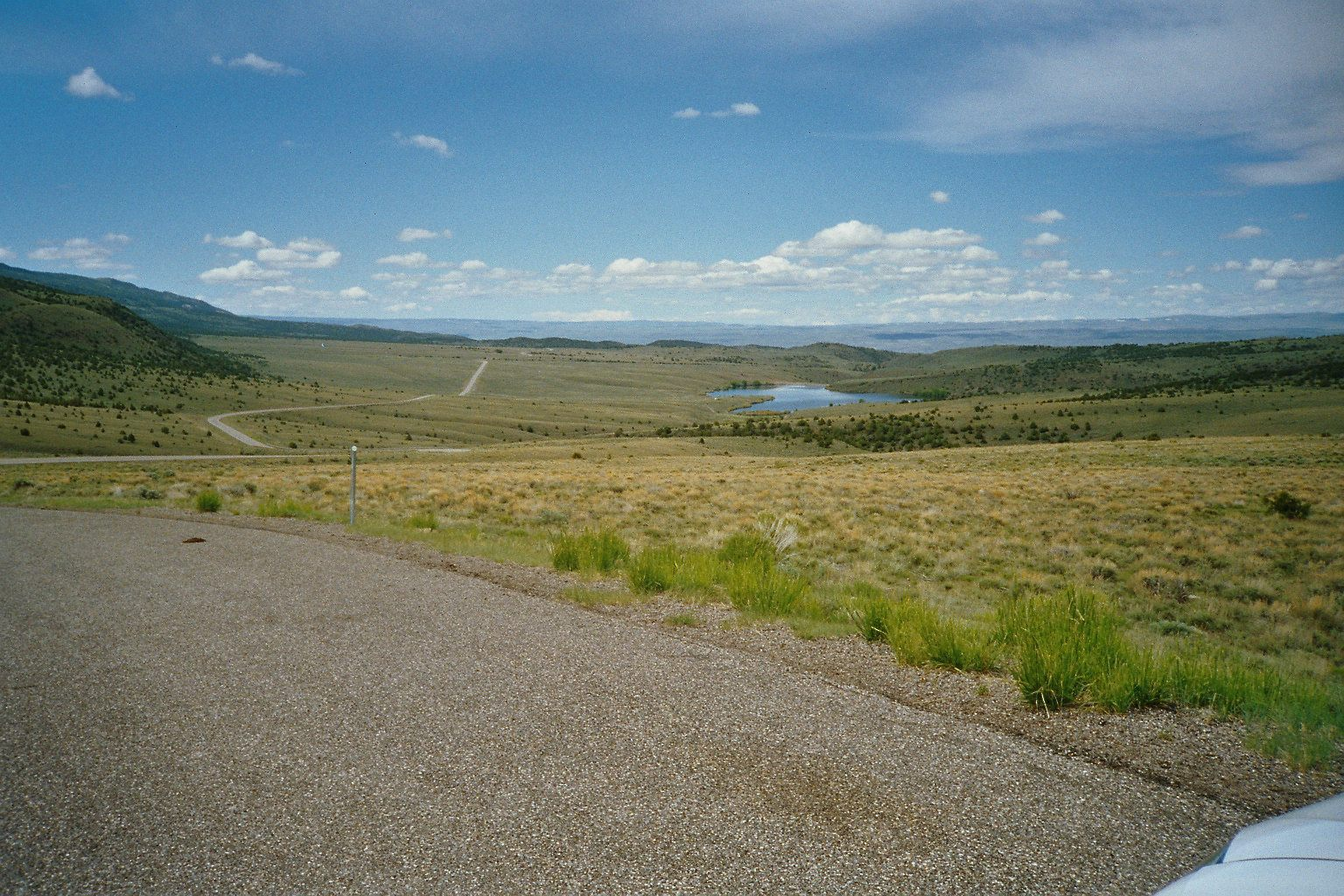
鱼湖国家森林内的72号国道
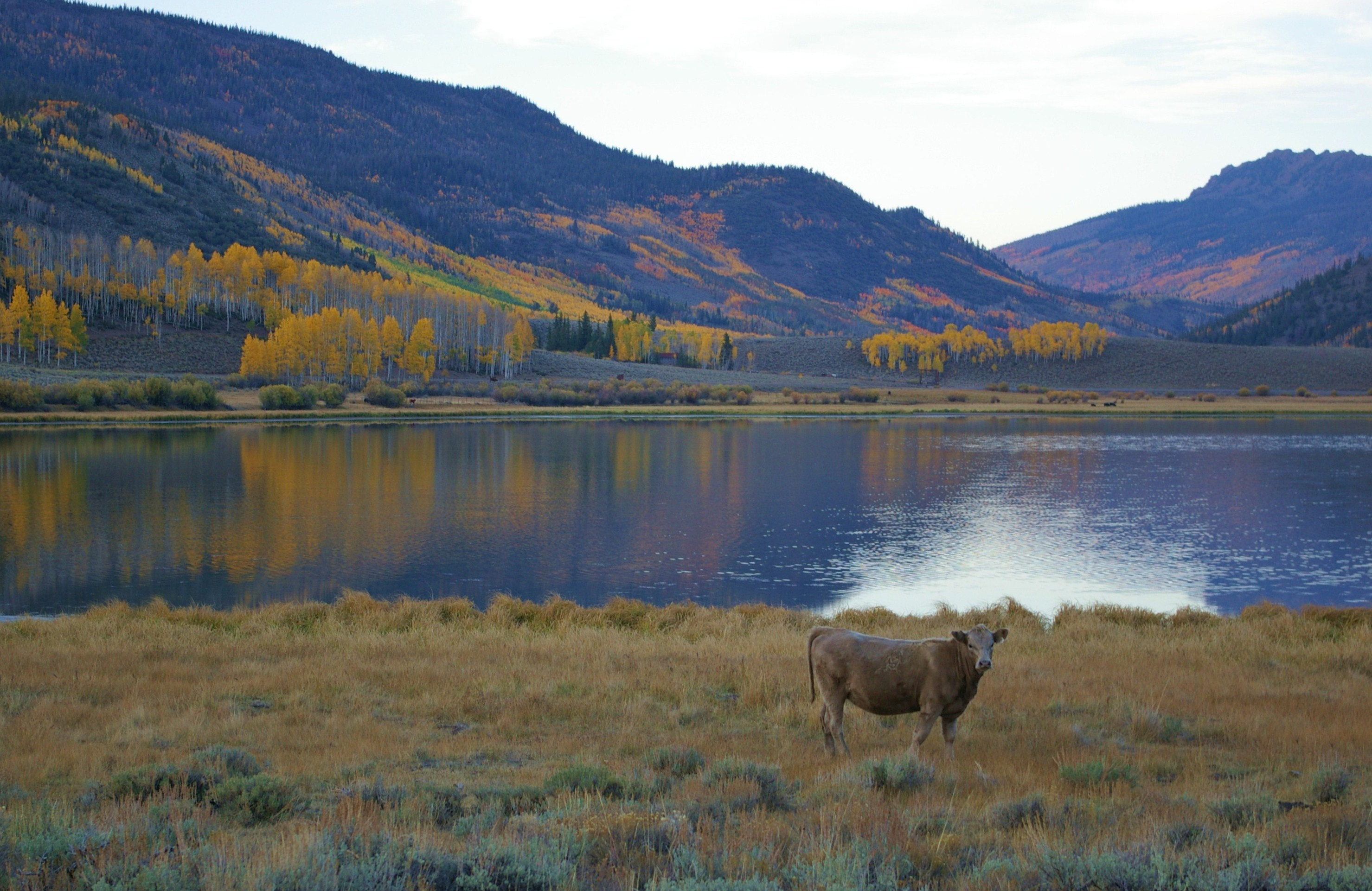
鱼湖
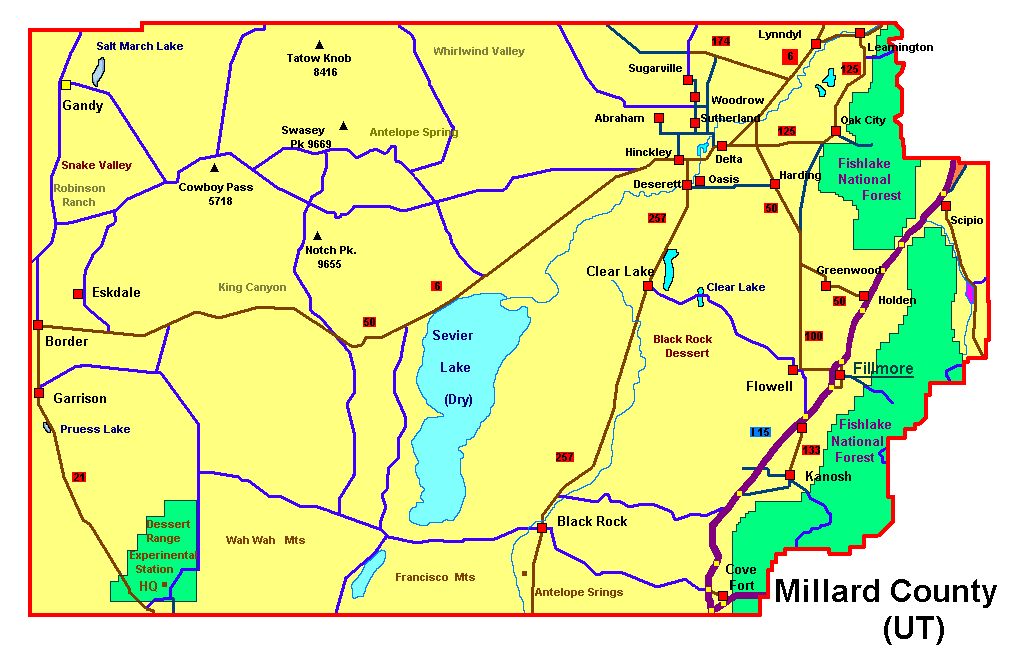
米勒德縣境内的鱼湖国家森林地图